# Othmar Schoeck
Othmar Schoeck (født 1. september 1886 i Brunnen - død 8. marts 1957 i Zürich, Schweiz) var en schweizisk komponist og dirigent.
Schoeck studerede i Leipzig under Max Reger og tog så til Zürich, hvor han studerede på konservatoriet der.
Schoeck var en stor beundrer af Hugo Wolfs sange. I 1916 mødte han den Italienske komponist Ferruccio Busoni, som han blev ven med og blev dybt inspireret af.
Schoeck har komponeret 380 sange, koncerter, operaer og orkesterværker. Han var tysk inspireret i sin stil, men føjede med tiden en polyfonisk bitonalitet til sine kompositioner.

## Værker
- Sange
- Cellokoncert
- Hornkoncert
- Violinkoncert
- Venus (opera)
- 2 strygekvartetter
- Suite for strygere
- Gaselen (sange)